# Daniella Pineda
Daniella Nicole Pineda (Oakland, 20 febbraio 1987) è un'attrice statunitense.

## Biografia
L'attrice è conosciuta principalmente per i suoi ruoli televisivi, nel 2013 prende parte al cast della prima stagione della serie The CW The Originals nel ruolo della giovane strega Sophie Deveraux.
Invece nel 2015 recita in American Odyssey, recitando la parte di Ruby Simms, tuttavia la serie viene cancellata dopo una sola stagione. A partire dal 2016 interpreta Vanessa in The Detour.

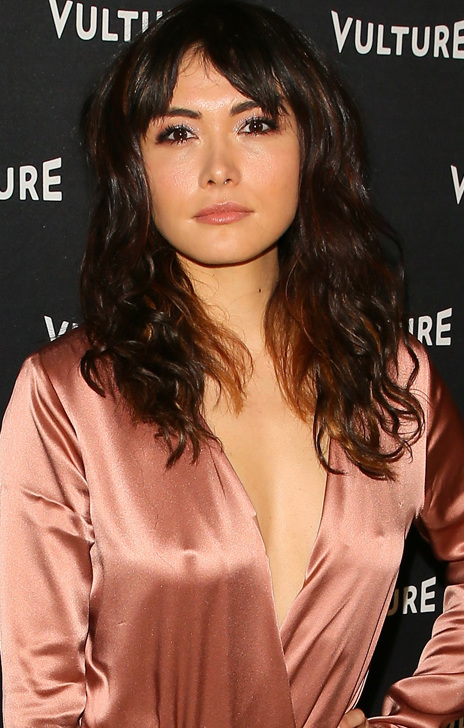
Daniella Pineda nel 2016

Ha recitato nel 2018 insieme a Chris Pratt e Bryce Dallas Howard nel film Jurassic World - Il regno distrutto, nel ruolo della dottoressa Zia Rodriguez, riprendendo il ruolo in Jurassic World - Il dominio di Colin Trevorrow.
Nel 2019 recita la parte di Cassidy Barrett nella miniserie What/If. Interpreta il ruolo di Faye Valentine nella serie Cowboy Bebop ispirata all'omonimo anime giapponese. Invece nel 2023 recita insieme a Gerard Butler nel film The Plane.

## Filmografia

### Cinema
- Newlyweds, regia di Edward Burns (2011)
- The Fitzgerald Family Christmas, regia di Edward Burns (2012)
- SWOP: I sesso dipendenti (Sleeping with Other People), regia di Leslye Headland (2015)
- Mr. Roosevelt, regia di Noël Wells (2017)
- Before/During/After, regia di Jack Lewars e Stephen Kunken (2018)
- Jurassic World - Il regno distrutto (Jurassic World: Fallen Kingdom), regia di Juan Antonio Bayona (2018)
- Mercy Black, regia di Owen Egerton (2019)
- Before/During/After, regia di Stephen Kunken e Jack Lewars (2020)
- Quando l'amore bussa in ufficio (Modern Persuasion), regia di Alex Appel e Jonathan Lisecki (2020)
- Jurassic World - Il dominio (Jurassic World: Dominion), regia di Colin Trevorrow (2022)
- The Plane (Plane), regia di Jean-François Richet (2023)
- The Accountant 2, regia di Gavin O'Connor (2025)

### Televisione
- Men of a Certain Age – serie TV, episodio 2x02 (2010)
- CH Originals – webserie, 3 episodi (2010-2011)
- Homeland - Caccia alla spia – serie TV, episodio 2x09 (2012)
- Midnight Sun - film TV, regia di Brad Anderson (2012)
- Inside Amy Schumer - serie TV, episodio 1x1 (2013)
- The Vampire Diaries - serie TV, episodio 4x20 (2013)
- The Originals - serie TV, 11 episodi (2013-2014)
- American Odyssey - serie TV, 13 episodi (2015)
- High Maintenance - serie TV, episodio 1x3 (2016)
- The Detour - serie TV, 18 episodi (2016-2019)
- What/If - miniserie televisiva, 8 episodi (2019)
- Dream Corp LLC - serie TV, episodi 3x01 e 3x25 (2020)
- Cowboy Bebop - serie TV, 10 episodi (2021)
- Tales of the Walking Dead – serie TV, episodio 1x06 (2022)
- Home Economics - serie TV, episodi 3x11 e 3x12 (2023)

### Cortometraggi
- Vitriolage, regia di Alice Millar e Hugo Coulais (2012)
- Jacked, regia di Aaron Kheifets (2012)
- 1, 2, 3... You Please., regia di Joshua Close (2016)

## Doppiatrici italiane
Nelle versioni in italiano delle opere in cui ha recitato, Daniella Pineda è stata doppiata da:
- Gaia Bolognesi in Jurassic World - Il regno distrutto, Jurassic World - Il dominio
- Perla Liberatori in Quando l'amore bussa in ufficio, Tales of the Walking Dead
- Chiara Gioncardi in The Originals
- Benedetta Degli Innocenti in American Odyssey
- Gemma Donati in The Detour
- Laura Lenghi in What/If
- Barbara De Bortoli in Cowboy Bebop
- Francesca Manicone in The Plane
- Roberta De Roberto in The Accountant 2